# Software de genealogia

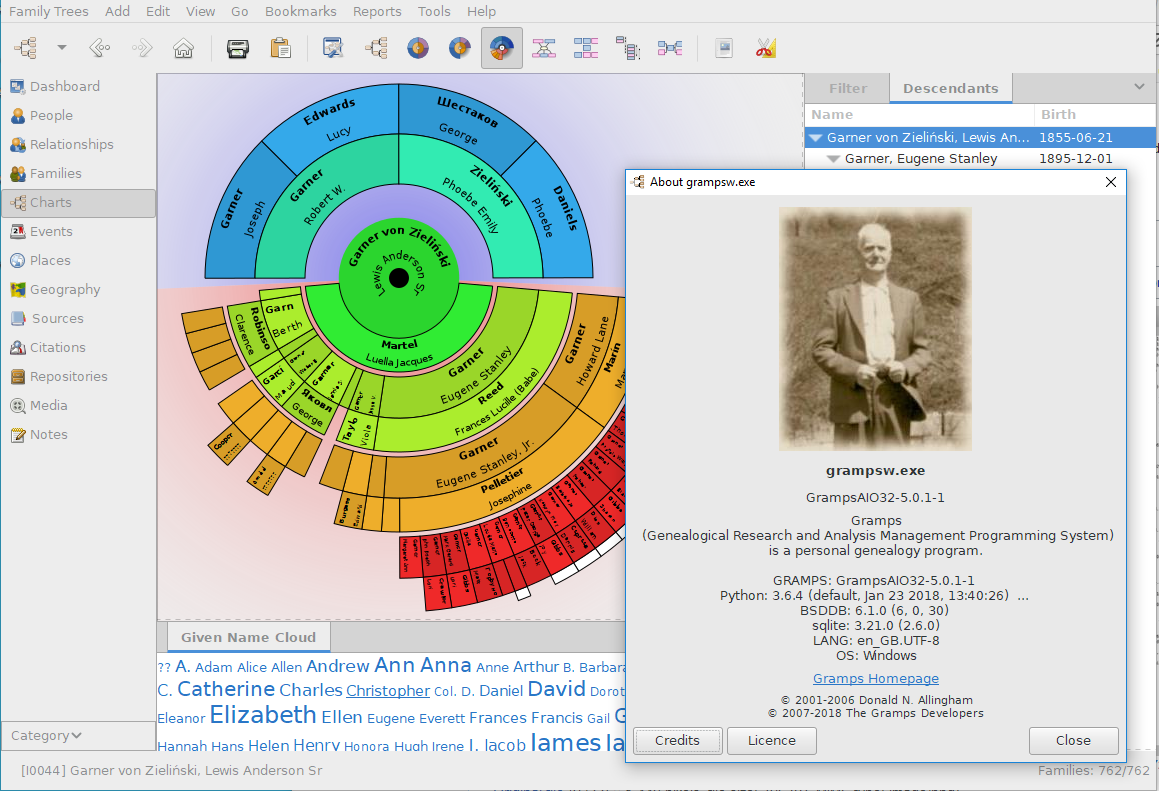
Gramps é um exemplo de software genealógico de código aberto independente

Software de genealogia é um sistema usado para registrar, organizar e publicar dados genealógicos.

## Características

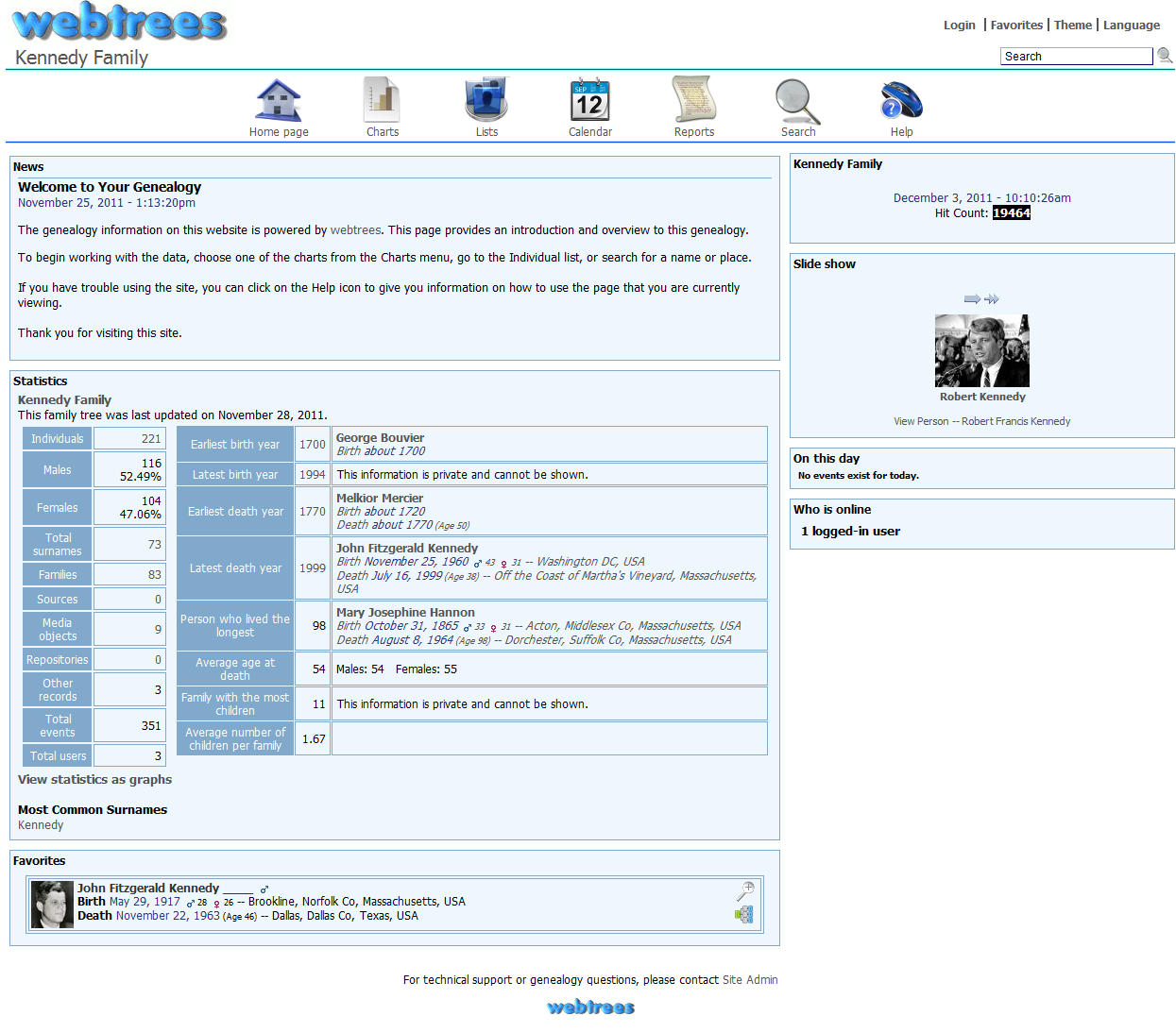
Webtrees é um exemplo de software genealógico de código aberto baseado na web

No mínimo, os softwares de genealogia coletam a data e o local de nascimento, casamento e falecimento de um indivíduo, além de armazenar as relações com seus pais, cônjuges e filhos. Alguns programas são mais flexíveis do que outros, permitindo a entrada de informações sobre filhos nascidos fora do casamento ou diferentes tipos de relacionamentos conjugais. Além disso, a maioria dos programas de genealogia gerencia eventos adicionais na vida de um indivíduo, notas, fotografias e multimídia, além de citações de fontes. Esses programas podem gerar diversos gráficos e relatórios textuais, como gráficos de linhagem, relatórios ahnentafel e relatórios de registro. Alguns aplicativos de desktop geram páginas HTML para publicação na web, e existem também aplicativos web independente. A maioria dos programas de genealogia pode importar e exportar dados usando o padrão GEDCOM.
Existem também alguns programas que permitem aos usuários criar genogramas, que podem ser utilizados por cientistas, assistentes sociais, médicos e outros profissionais para obter uma visão gráfica de informações adicionais genealógicas.
Alguns programas possuem campos adicionais relevantes para determinadas religiões. Outros se concentram em regiões geográficas específicas. Por exemplo, um campo para o brasão da família só é relevante se a família for de uma parte do mundo onde esses símbolos são utilizados.
Embora a maioria dos aplicativos seja baseada em desktop, há também uma variedade de produtos baseados na web no mercado de softwares de genealogia.
Muitos aplicativos de genealogia se concentram na gestão de dados, permitindo aos usuários gerenciar todas as informações coletadas sobre indivíduos, famílias e eventos. Outras ferramentas disponíveis para o genealogista incluem ferramentas de gestão de pesquisa, ferramentas de mapeamento, programas de elaboração de gráficos e programas de publicação na web.

## Compartilhamento
A maioria dos softwares de genealogia permite a exportação de dados no formato GEDCOM, que pode ser compartilhado com pessoas que utilizam softwares de genealogia diferentes. Alguns aplicativos de genealogia utilizam GEDCOM internamente e, portanto, trabalham diretamente com dados GEDCOM. Certos programas permitem ao usuário restringir quais informações são compartilhadas, inibindo geralmente a exportação de parte ou de todas as informações pessoais sobre pessoas vivas por motivos de privacidade.